# Mont Cheyenne
Pour les articles homonymes, voir Cheyenne.
Le mont Cheyenne (en anglais : Cheyenne Mountain) est un sommet du Colorado, aux États-Unis.
Situé près du pic Pikes dans la forêt nationale de Pike, le mont Cheyenne est notamment connu pour son complexe militaire et pour la tour commémorative Will Rogers Shrine of the Sun.